# Seniūnija

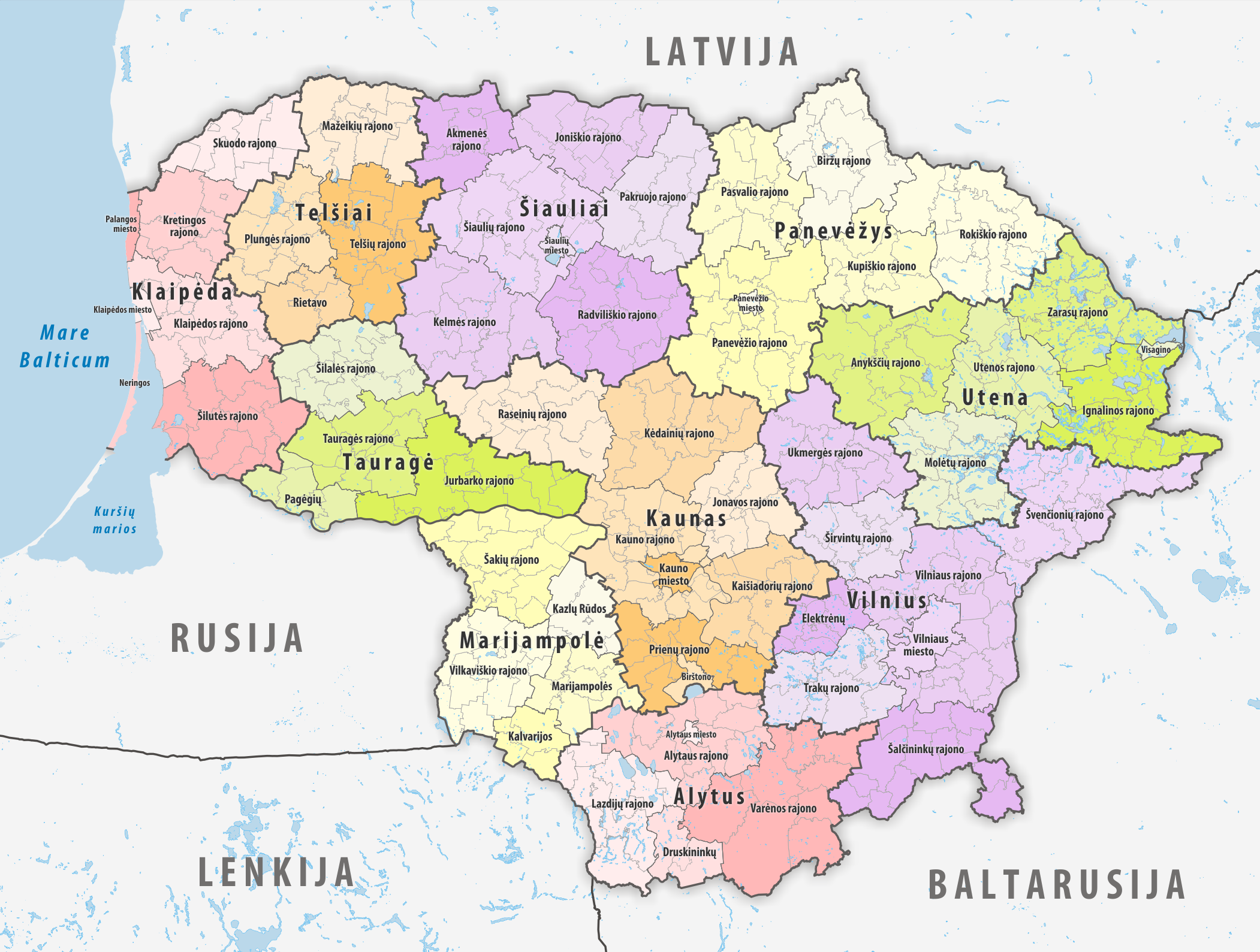
Mapa de Lituania con los seniūnijos dentro de sus municipios y provincias

Cercanía de cada seniūnija a la ciudad importante más próxima

En Lituania, se denomina seniūnija (en singular) o seniūnijos (en plural) a las subdivisiones geográficas de tercer nivel del país, por debajo de las provincias y los municipios. El término es de casi imposible traducción: etimológicamente viene a significar "asamblea o consejo de ancianos", y la palabra está emparentada con antiguas instituciones indoeuropeas formadas por los ancianos locales (como el Senatus de la Antigua Roma, con el que comparte raíz etimológica). Sin embargo, actualmente no guarda relación alguna con la tercera edad y es una simple división administrativa submunicipal. Su origen como división administrativa contemporánea data de 1919, pero en 1940 la RSS de Lituania las sustituyó por otra unidad llamada apylinkė, quedando restaurada la seniūnija desde 1994.
La definición geográfica del espacio que abarca una seniūnija varía según cada municipio. En las grandes ciudades como la capital Vilna, las seniūnijos son subdivisiones internas de la ciudad, similares a lo que en cualquier otro país se conoce como "distritos urbanos" o "distritos municipales". Por el contrario, en los municipios rurales abarcan un conjunto de localidades, de forma similar a las parroquias civiles de algunos países europeos. En áreas de población intermedia, puede haber localidades que forman por sí sola una seniūnija y municipios que abarcan tanto un asentamiento dividido en seniūnijos como varios seniūnijos formados por localidades rurales.
Cada seniūnija está a cargo de un vecino o vecina llamado seniūnas, similar a lo que en otros países sería un alcalde pedáneo, concejal delegado de pedanía o gestor de la asociación local de vecinos. Su función administrativa es limitada, encargándose únicamente de asuntos que serían difíciles de manejar a nivel municipal, como el mantenimiento y limpieza de las calles y la transmisión de las quejas vecinales al municipio.
A fecha de 2020, los 60 municipios de Lituania están divididos en un total de 545 seniūnijos. La seniūnija es la subdivisión más pequeña que debe existir obligatoriamente en toda Lituania, aunque los municipios pueden voluntariamente subdividirlas, formando cada subdivisión una unidad más pequeña llamada seniūnaitija.